# Rumisberg
Rumisberg ist eine politische Gemeinde im Verwaltungskreis Oberaargau des Kantons Bern in der Schweiz.

## Geographie
Rumisberg liegt auf 638 m ü. M., 11 km nordöstlich der Stadt Solothurn (Luftlinie). Das Haufendorf erstreckt sich an aussichtsreicher Lage auf einer Verebnungsfläche am Südhang der vordersten Jurakette (Lebernberg), rund 200 m über der Ebene des Schweizer Mittellandes, oberhalb von Wiedlisbach, in der Region Oberaargau.
Die Fläche des 5,2 km² grossen Gemeindegebiets umfasst einen Abschnitt des Jurasüdhangs. Der Hang von Rumisberg ist durch mehrere kleine, der Aare zufliessende Bäche untergliedert. Er ist das Produkt eines gewaltigen Bergrutsches, der sich am Ende der Risseiszeit ereignete, als mit dem Rückzug des eiszeitlichen Rhonegletschers die stabilisierende Wirkung des Eises wegfiel. Deshalb rutschte der südliche Schenkel der Antiklinale der ersten Jurakette ab und hinterliess eine grosse Bergsturzzone, erkennbar auch als Vorhügelzone im Bereich des Dorfes.
Von der Mulde bei Gunzeney und dem Bodenacker erstreckt sich der Gemeindeboden nordwärts über die Terrasse von Rumisberg und den offenen, zunächst relativ sanft geneigten Jurasüdhang hinauf. Oberhalb von rund 850 bis 900 m ü. M. ist der Hang waldbedeckt und wird von den Flühen des Schattenberges (1153 m ü. M.) und des Ankehubels (1085 m ü. M.) überragt. Der höchste Punkt von Rumisberg wird auf dem Höllchöpfli mit 1231 m ü. M. erreicht. Die Kette des Lebernberges weist in diesem Bereich zwei Kämme auf, die beide zum nördlichen Schenkel der Antiklinale gehören: Der südliche mit dem Schattenberg und dem Ankehubel ist aus Kalkstein des Doggers aufgebaut, der nördliche mit dem Höllchöpfli und dem Rüttelhorn (1193 m ü. M.) besteht aus Malmkalk. Auf dieser Krete verläuft die nördliche Gemeindegrenze. Die zwischen den beiden harten Gesteinsschichten liegenden weicheren Ton- und Mergelschichten wurden durch die Erosion stärker ausgeräumt, so dass eine Talsenke entstand, die nach Norden zur Dünnern durch die Schlucht des Horngrabens entwässert wird. Von der Gemeindefläche entfielen 1997 8 % auf Siedlungen, 42 % auf Wald und Gehölze, 49 % auf Landwirtschaft, und etwas weniger als 1 % war unproduktives Land.
Zu Rumisberg gehören die Siedlungen Schoren (778 m ü. M.) und Weissacker (720 m ü. M.) am Hang oberhalb des Dorfes sowie einige Einzelhöfe. Nachbargemeinden von Rumisberg sind Niederbipp, Oberbipp, Wiedlisbach, Attiswil und Farnern im Kanton Bern sowie Aedermannsdorf und Matzendorf im Kanton Solothurn.

## Bevölkerung
Mit 495 Einwohnern (Stand 31. Dezember 2023) gehört Rumisberg zu den kleinen Gemeinden des Kantons Bern. Von den Bewohnern sind 98,5 % deutschsprachig, 0,4 % italienischsprachig, und 0,4 % sprechen Serbokroatisch (Stand 2000). Die Bevölkerungszahl von Rumisberg belief sich 1850 auf 471 Einwohner, 1900 noch auf 353 Einwohner. Im Verlauf des 20. Jahrhunderts pendelte die Bevölkerungszahl stets im Bereich zwischen 320 und 390 Personen. Seit 1980 (378 Einwohner) wurde eine deutliche Bevölkerungszunahme verzeichnet.

## Wirtschaft
Rumisberg war bis in die zweite Hälfte des 20. Jahrhunderts ein vorwiegend durch die Landwirtschaft geprägtes Dorf. Noch heute haben der Ackerbau und der Obstbau in den tieferen Lagen sowie die Viehzucht und die Milchwirtschaft im oberen Gemeindeteil einen wichtigen Stellenwert in der Erwerbsstruktur der Bevölkerung. Weitere Arbeitsplätze sind im lokalen Kleingewerbe und im Dienstleistungssektor vorhanden. In Rumisberg sind heute ein Plattenlegergeschäft, ein Transportunternehmen, eine Schlosserei und eine Schreinerei ansässig. In den letzten Jahrzehnten hat sich das Dorf dank seiner attraktiven Lage zu einer Wohngemeinde entwickelt. Viele Erwerbstätige sind deshalb Wegpendler, die hauptsächlich in den grösseren Ortschaften entlang des Jurafusses zwischen Solothurn und Olten arbeiten.

## Verkehr
Die Gemeinde liegt abseits der grösseren Durchgangsachsen, ist aber trotzdem verkehrsmässig recht gut erschlossen. Die Hauptzufahrt erfolgt von Wiedlisbach. Der nächste Anschluss an die Autobahn A1 (Bern–Zürich) befindet sich rund 4 km vom Ortskern entfernt. Durch eine Buslinie, welche die Strecke von Wangen an der Aare nach Farnern bedient, ist Rumisberg an das Netz des öffentlichen Verkehrs angebunden.

## Geschichte
Die erste urkundliche Erwähnung des Ortes erfolgte 1364 unter dem Namen Rumolsberg. Später erschienen die Bezeichnungen Rumisperg (1464), Rümysperg (1518) und Rumisberg (1577). Der Ortsname geht auf den althochdeutschen Personennamen Rumold zurück und bedeutet demnach Berg/Bergweide des Rumold.
Seit dem Mittelalter unterstand Rumisberg der von den Grafen von Frohburg verwalteten Landgrafschaft Buchsgau. Es gehörte darin zur Herrschaft Bipp und teilte deren Schicksal. Als Teil dieser Herrschaft gelangte Rumisberg 1413 unter die gemeinsame Verwaltung von Bern und Solothurn. Nach der Teilung des Buchsgaus kam das Dorf 1463 unter die alleinige Herrschaft Berns und wurde der Landvogtei Bipp zugeordnet. Bis 1511 bildete Rumisberg zusammen mit dem benachbarten Farnern eine Gemeinde.
Nach dem Zusammenbruch des Ancien Régime (1798) gehörte Rumisberg während der Helvetik zum Distrikt Wangen und ab 1803 zum Oberamt Wangen, das mit der neuen Kantonsverfassung von 1831 den Status eines Amtsbezirks erhielt.

## Sehenswürdigkeiten
Im alten Ortskern ist eine Reihe charakteristischer Bauernhäuser zumeist aus dem 18. Jahrhundert erhalten. Auf dem Dorfplatz steht der Hans-Roth-Brunnen als Andenken an den aus Rumisberg stammenden Hans Roth, der am 10. November 1382 die Solothurner vor einem geplanten Überfall durch Graf Rudolf von Kyburg gewarnt hat. Rumisberg besitzt keine eigene Kirche, es gehört zur Pfarrei Oberbipp.

## Bilder

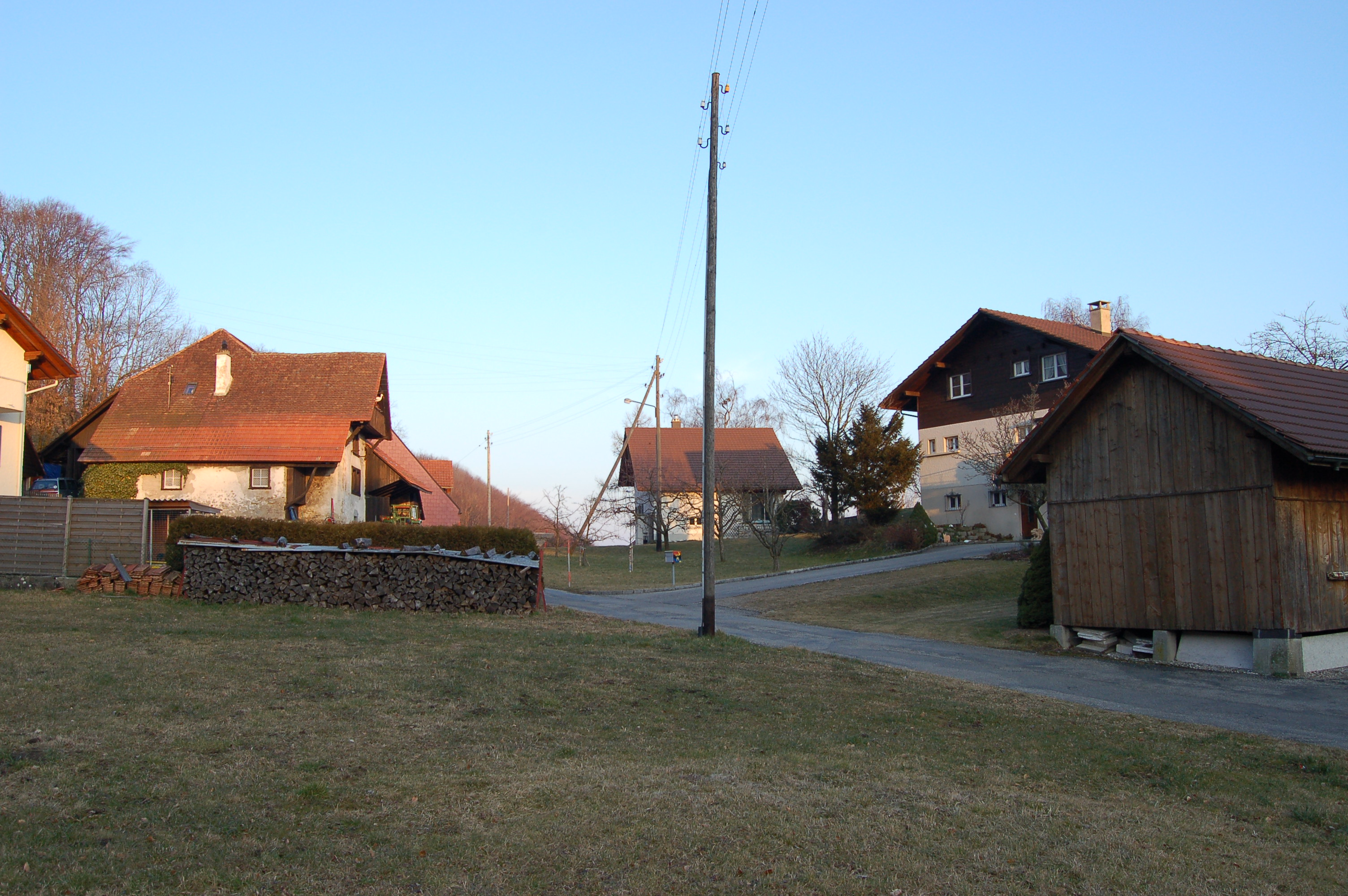
Zentrum Rumisberg
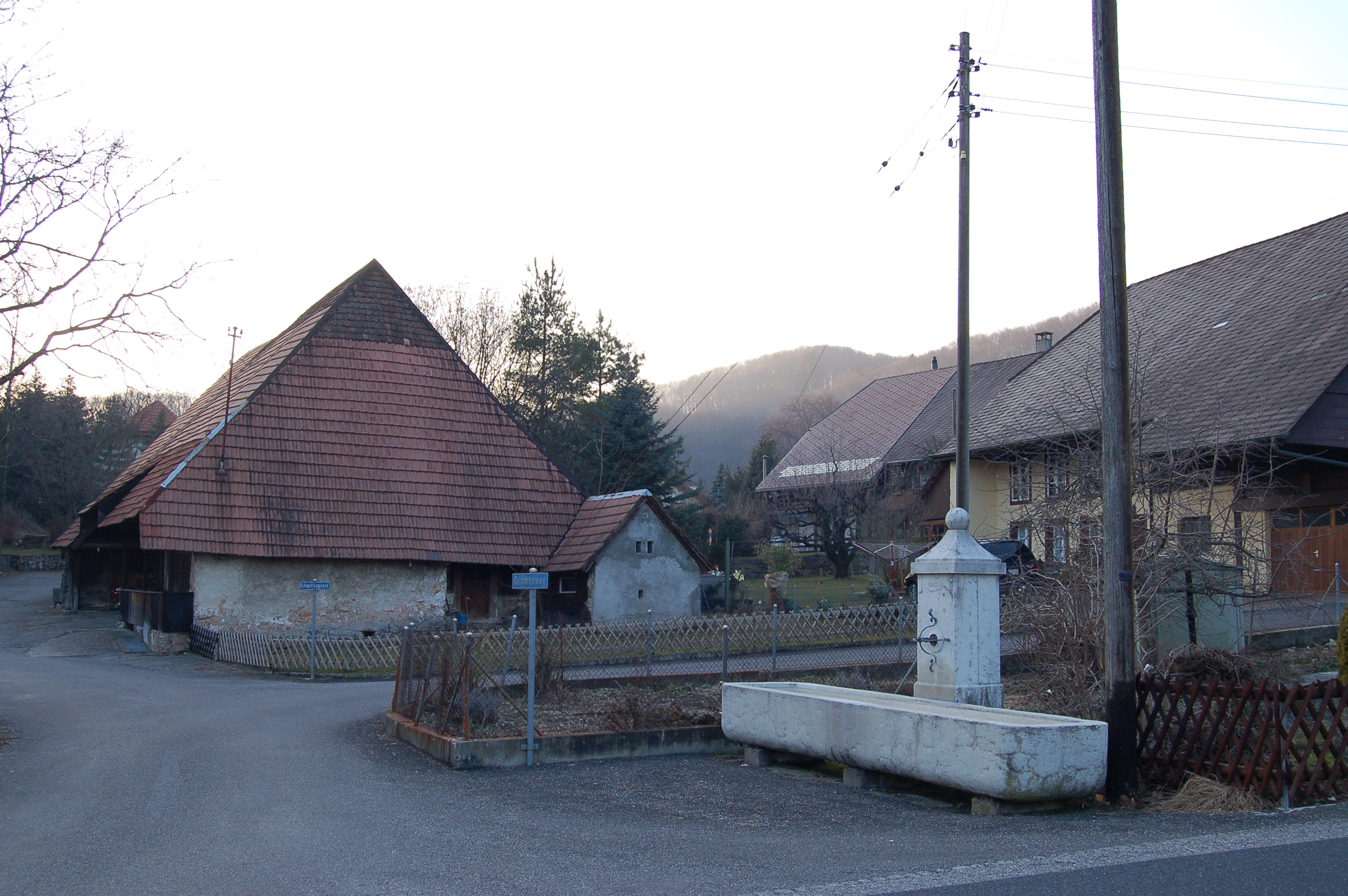
Zentrum Rumisberg